# Амарас
Монастырь Амарас (арм. Ամարասի վանք, азерб. Ağoğlan məbədi) — армянский раннесредневековый монастырь, расположенный в Ходжавендском районе Азербайджана.
Был основан первым католикосом Армении в IV веке. В начале V века, в стенах церкви, армянским монахом Месропом Маштоцем была открыта первая армянская школа области. Позднее, здесь была резиденция католикоса албанской церкви. Известный религиозный и культурный центр средневековой Армении (провинция Мюс Абанд исторического Арцаха). Амарас находился в подчинении Армянской апостольской церкви[когда?]. До 2023 года контролировался непризнанной Нагорно-Карабахской Республикой.
После перехода монастыря под контроль Азербайджана, и последовавшего исхода армян из региона, ученные из Центрально-Европейского университета написали письмо в Международный совет по сохранению памятников с целью поддержки включения всего армянского наследия региона в список наиболее уязвимых объектов наследия Европы. Ученые беспокоятся что армянское наследие Нагорного Карабаха находится под серьезной угрозой либо разрушения, либо повреждения и деформации. Они предполагают что регион может постигнуть участь Нахичевана, где Азербайджаном было уничтожено 98% армянского культурного наследия. Кроме того подписанты выражают опасение, что даже если культурное наследие Карабаха избежит участи Нахичеванского культурного наследия, возникнет другая угроза заключающаяся в желании Азербайджана стереть армянские надписи с храмов. Ведь согласно официальной азербайджанской историографии до XIX века армян в регионе не было, и все армянские храмы были построены кавказскими албанами.

## Исторический очерк

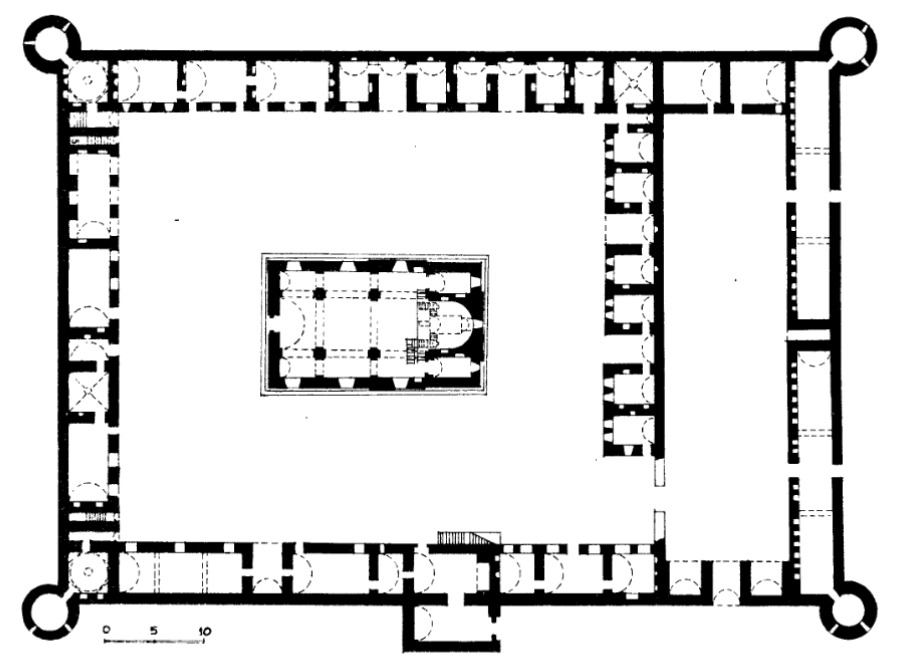
План монастыря

По свидетельству армянского историка V века Фавстоса Бузанда, церковь монастыря Амарас была основана в начале IV столетия св. Григорием Просветителем.
Тело погибшего мученической смертью около 334 г. в Албании Григориса, внука Григория Просветителя, было перевезено в Амарас. Согласно Бузанду,

Затем люди, прибывшие с ним из гавара Хабанд, взяли его тело и перевезли в свой гавар Хабанд, находящийся в стране албанской, на границе Армении, в деревню под названием Амарас. Его похоронили около той церкви, которую построил дед Григориса, первый Григорий, великий первосвященник армянской страны.— Фавстос Бузанд. История Армении
Согласно армянской традиции, Месроп Маштоц основал первую монастырскую школу в Амарасе.
В 489 году, уже после того, как по договору между Персией и Византией эти земли были отторгнуты от Армении, армяноязычный  царь Албании Вачаган III Благочестивый из местной ветви парфянской династии Аршакидов находит уже забытую могилу Святого Григориса. Его мощи были помещены в усыпальницу. Это полуподземное сооружение, располагающееся под алтарём церкви, построенной в 1858 году, благодаря своей структуре — кладке из обтёсанных базальтовых блоков и резного декора, даёт возможность датировать его периодом царя Вачагана III.
Известно, что в период, когда Вачаганом Благочестивым был созван Алуэнский собор (488 или 493 г.), в Амарасе существовала одна из восьми епархий Албанской церкви.
Начиная с V века Амарас становится одним из крупнейших религиозных центров средневековой Армении.

### Карабахский конфликт
В 1988 году директивой из Москвы было позволено открыть несколько церквей, однако бакинские власти воспрепятствовали этому. Так, Амарас, будучи одним из храмов, подлежащих открытию, подвергся нападению со стороны азербайджанских войск спустя всего два дня после открытия своих дверей для прихожан.
В мае 1991 года подвергся сильному разрушению со стороны азербайджанских войск. Храм дважды подвергался нападению военных. По словам местных жителей, храм подвергся разграблению азербайджанскими омоновцами и жителями соседней азербайджанской деревни, в результате чего была украдена церковная утварь и пожертвования прихожан.
В результате подписания соглашения 9 ноября 2020 года монастырь остался вблизи линии соприкосновения под контролем НКР и в зоне ответственности поста российских миротворцев. Российские миротворцы ежедневно патрулировали монастырь, над которым были установлены российский и армянский флаги, и осуществляли сопровождение армянских паломников из Степанакерта, которые посещали монастырь.
В ходе боевых действий в Нагорном Карабахе 19—20 сентября 2023 года азербайджанские войска выдвинулись в сторону села Джютджю и установили контроль на монастырём. Министерство внутренних дел Азербайджана заявило, что охрана перешедших под азербайджанский контроль христианских памятников, в том числе Амарасского монастыря, отныне осуществляется органами азербайджанской полиции.

### Галерея

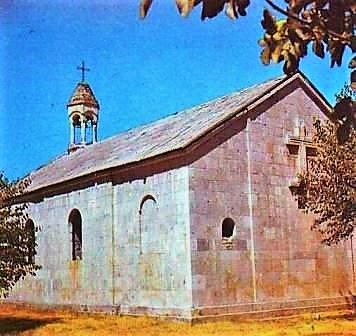
Монастырь Амарас, IV в.
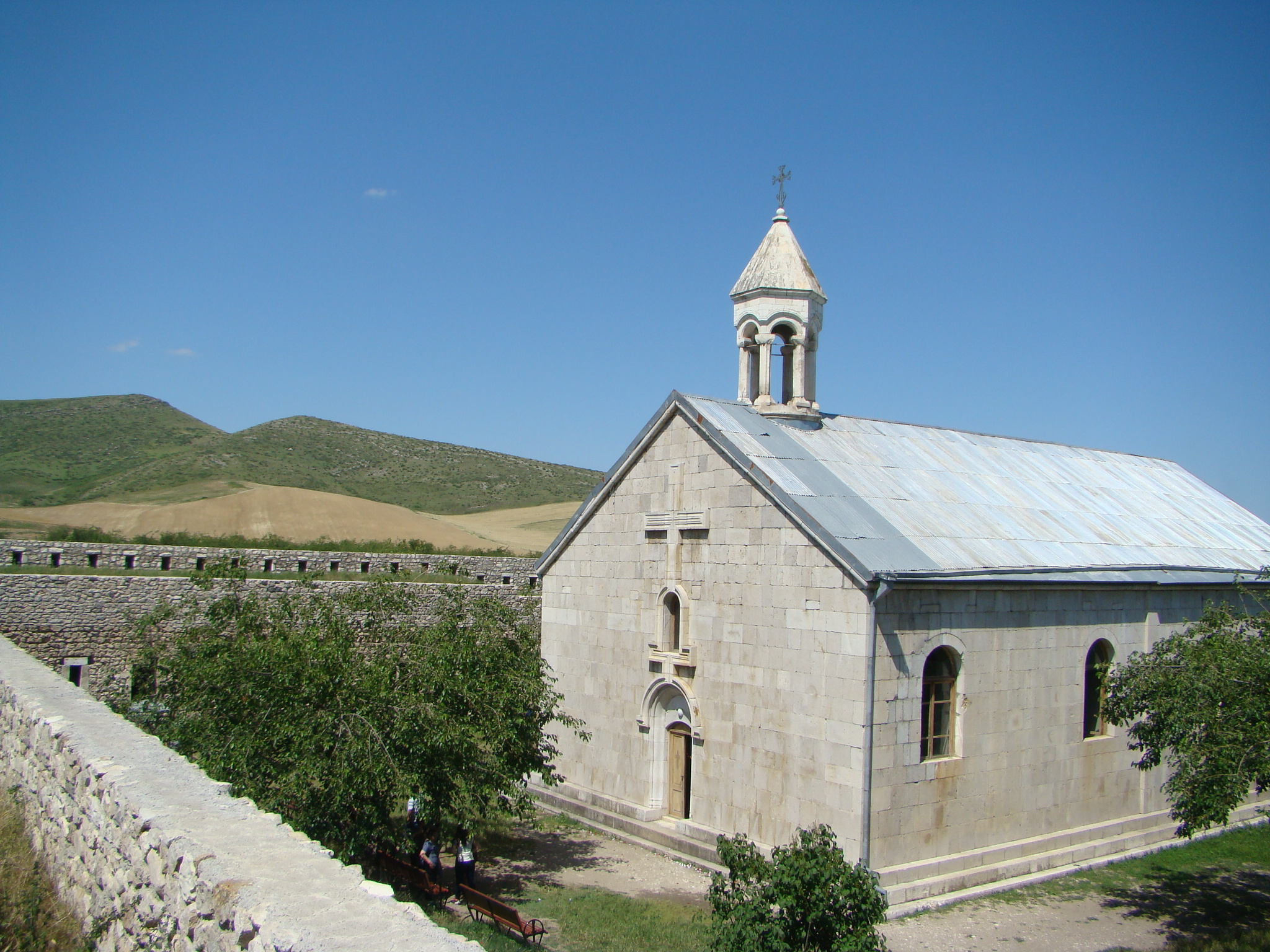
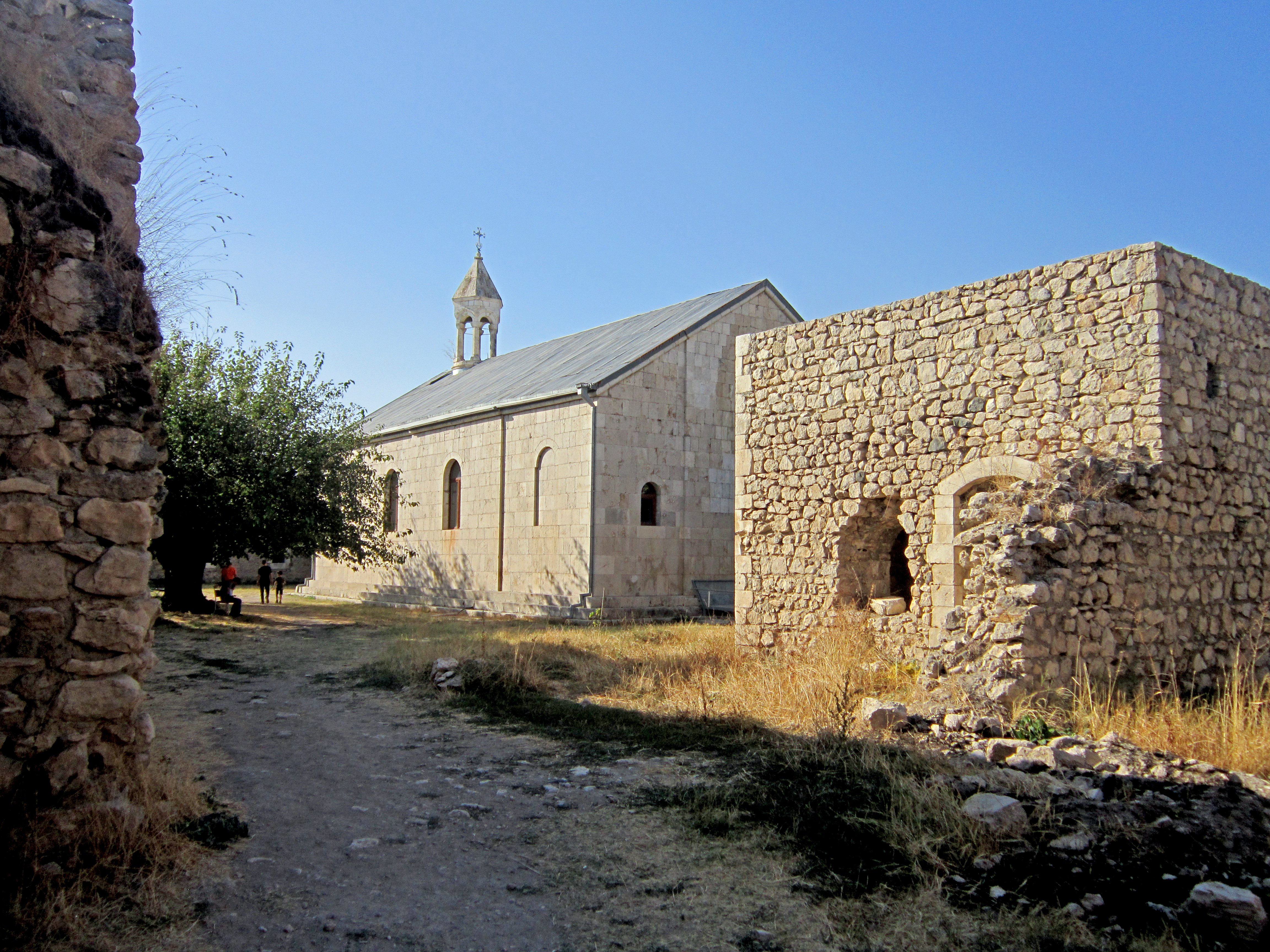
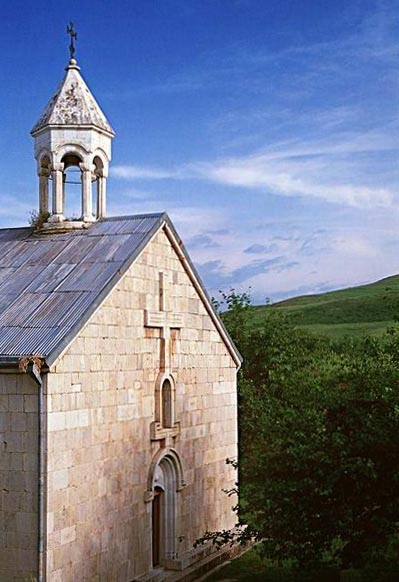
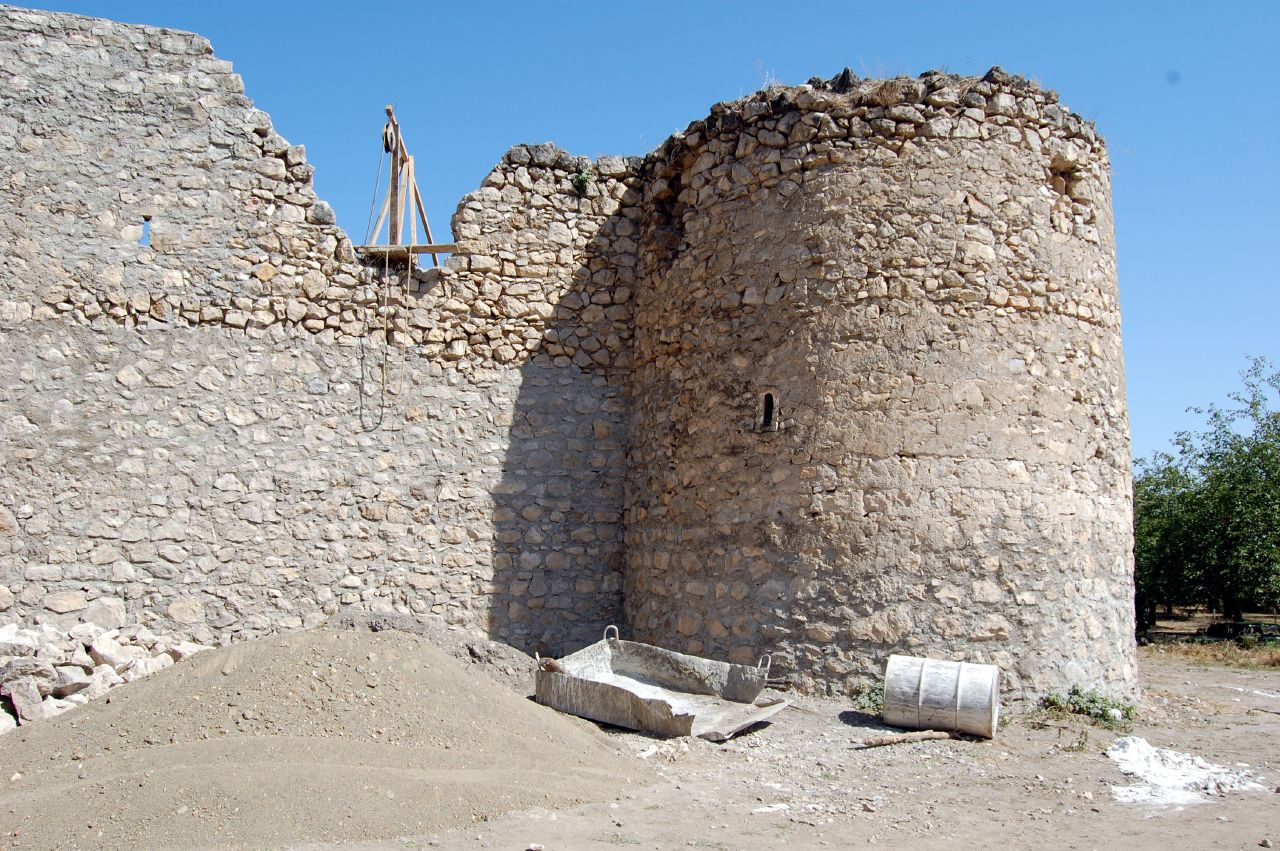
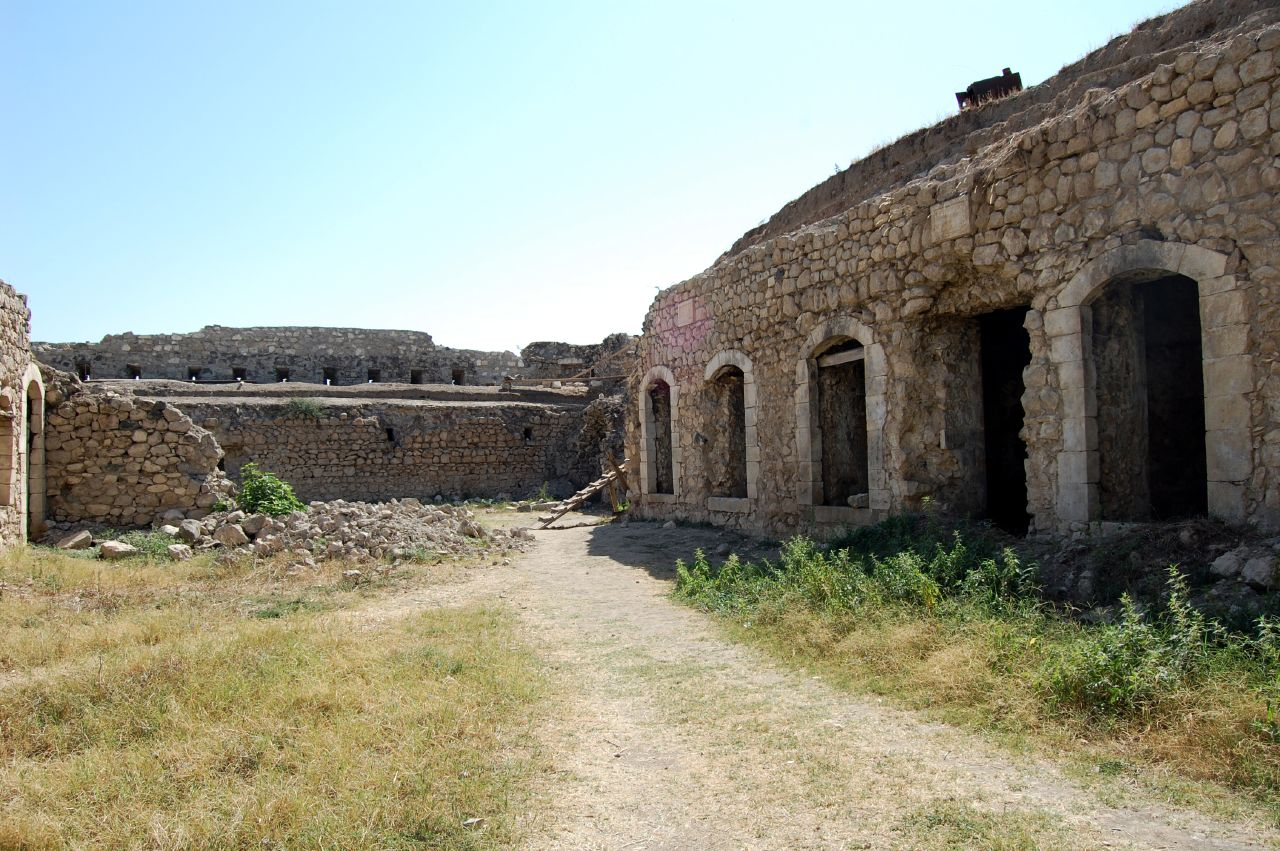
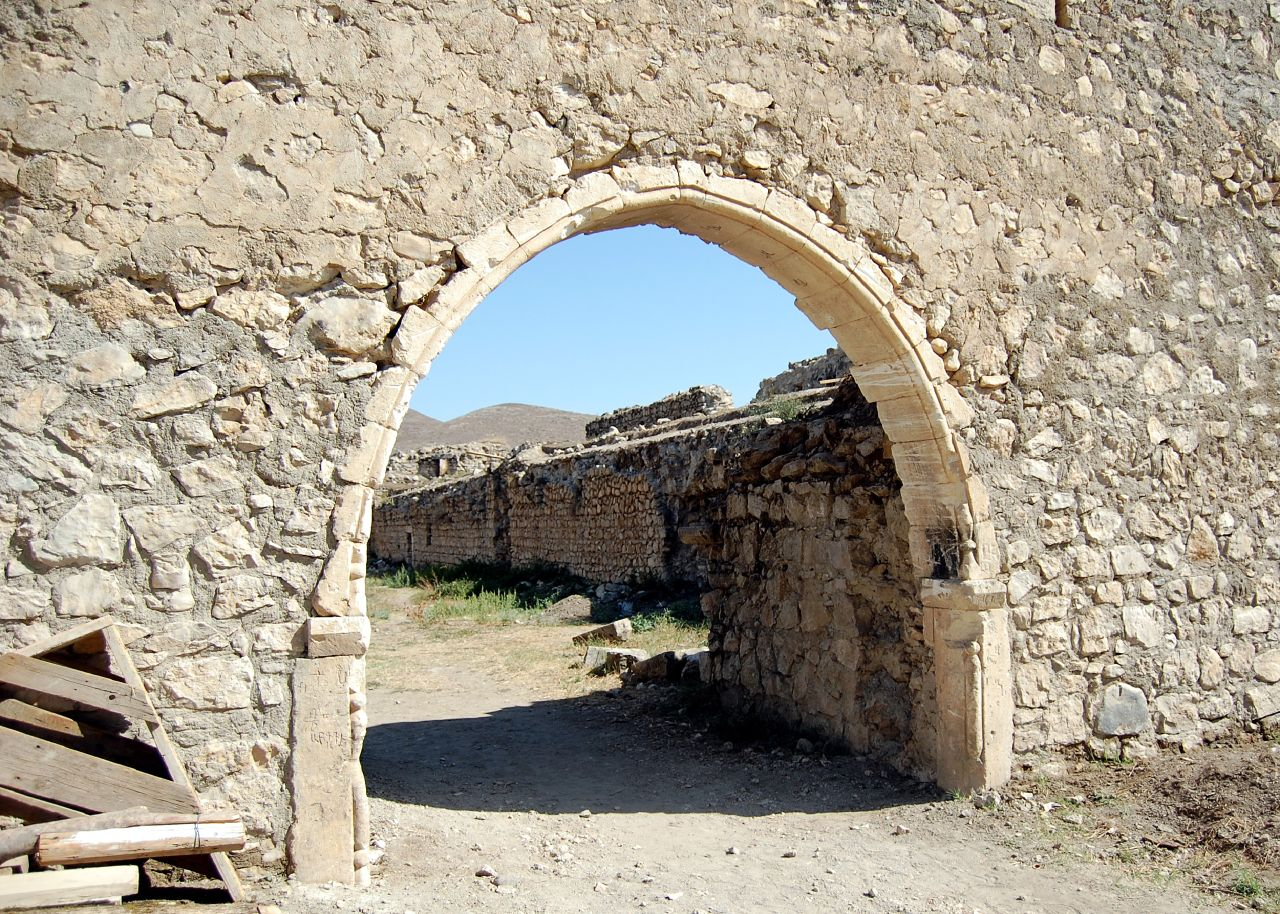
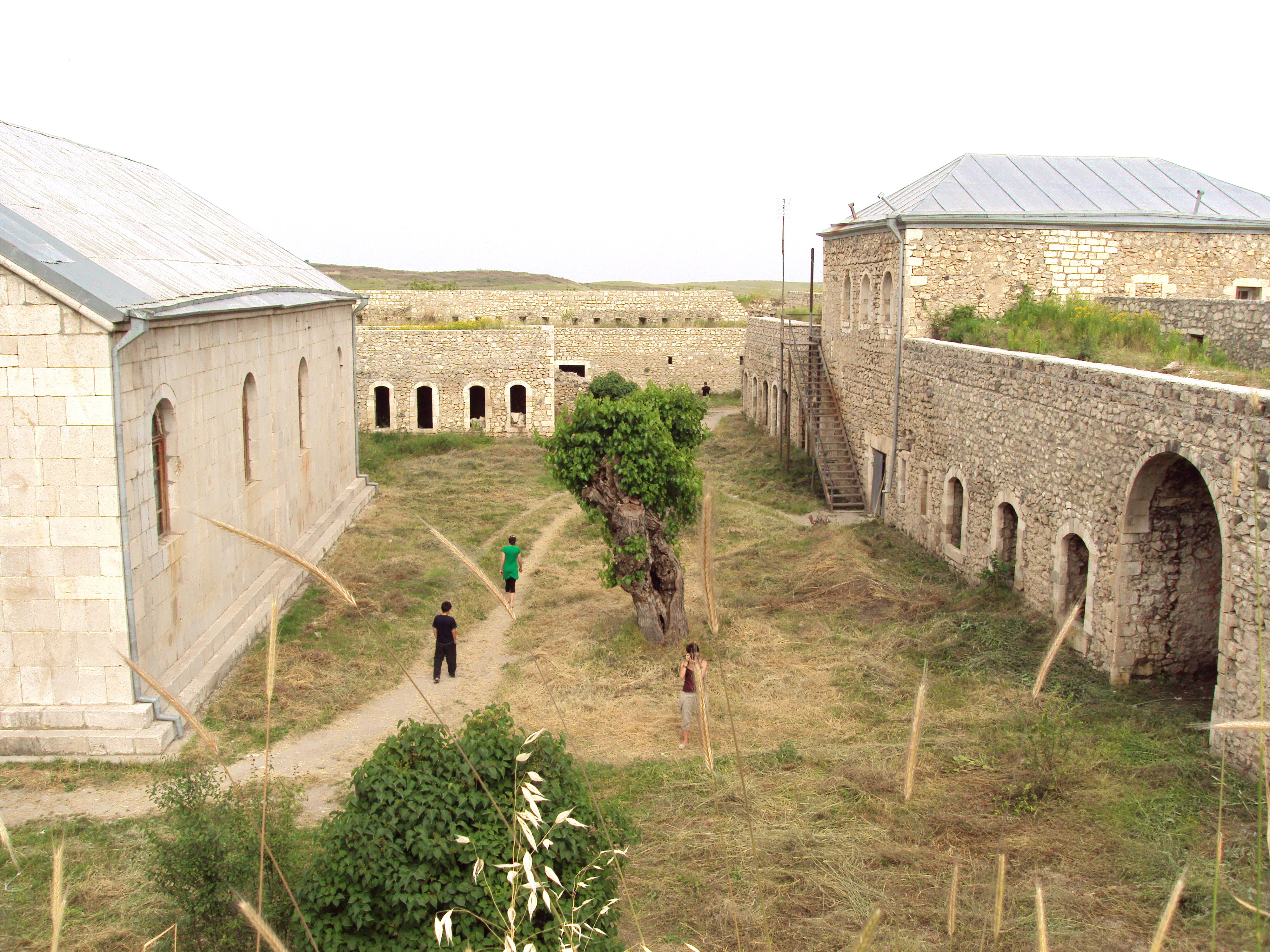
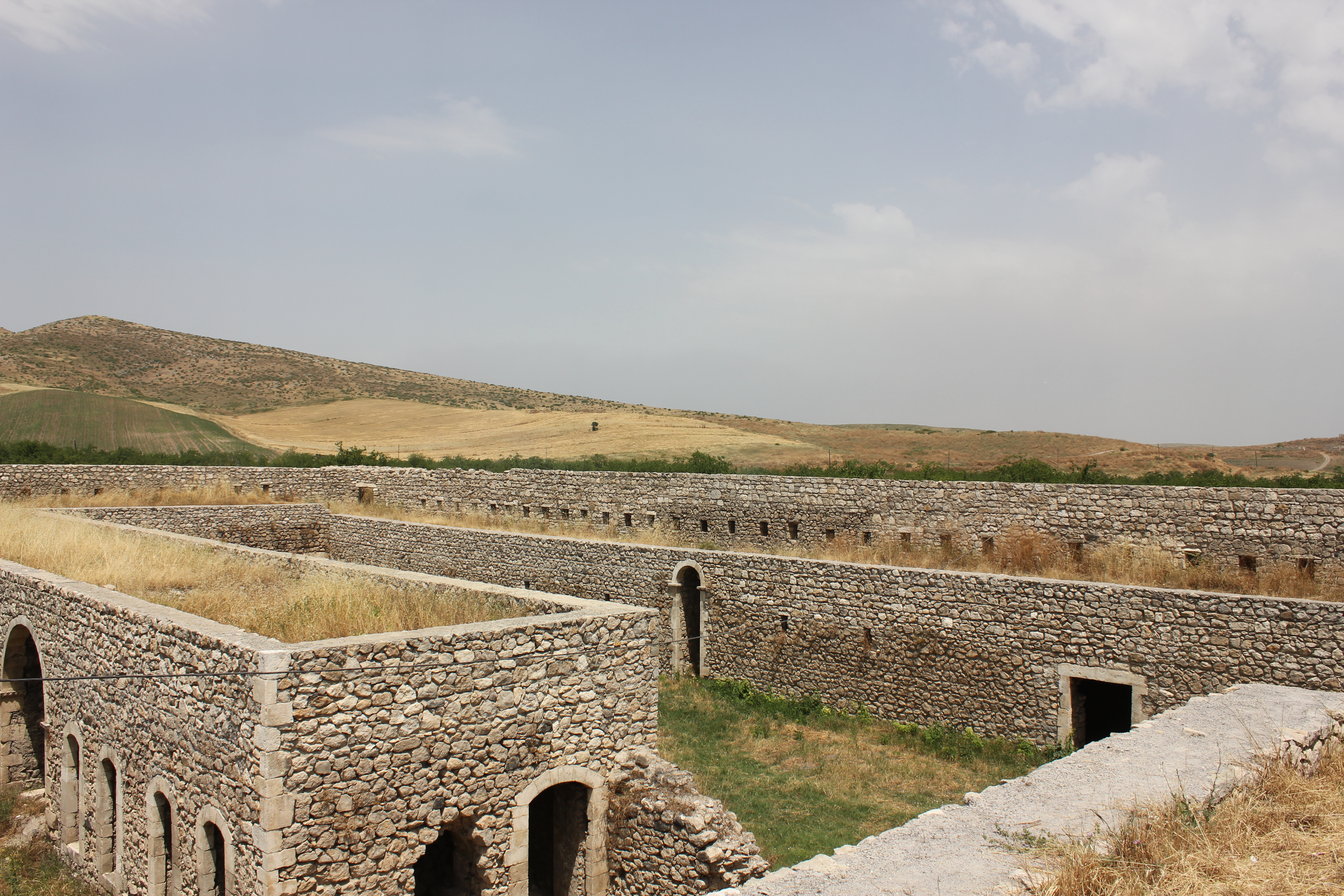
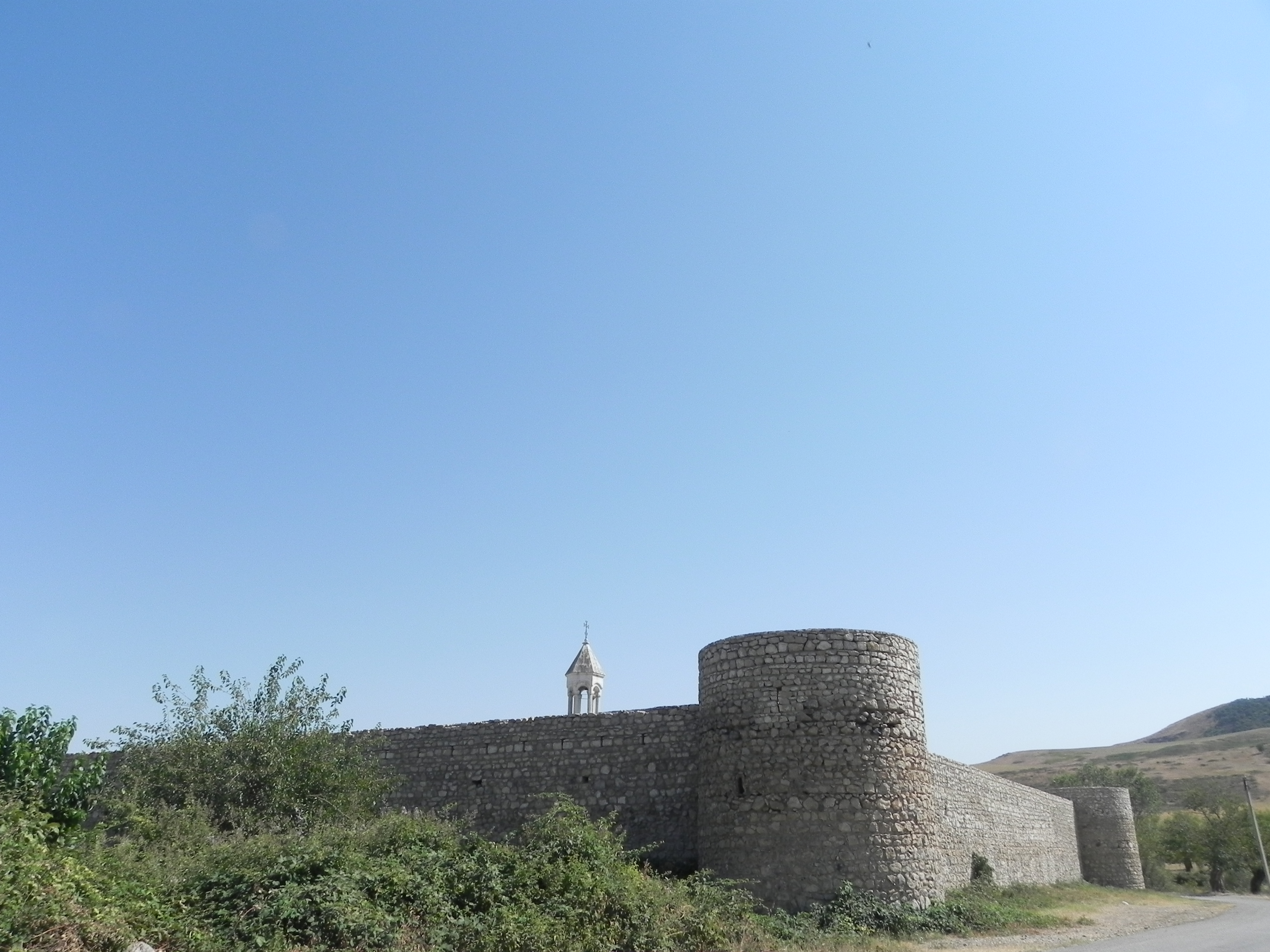
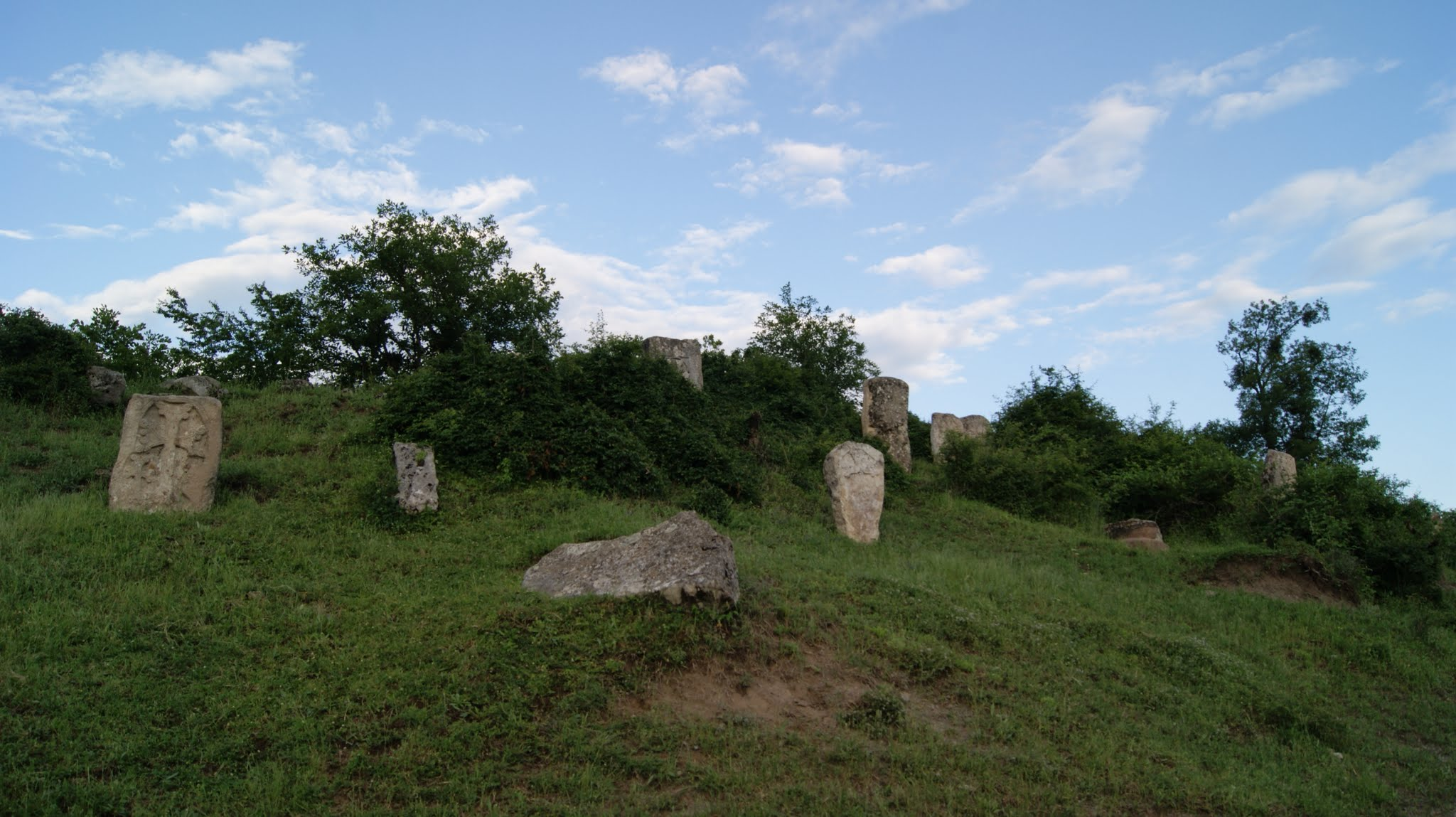
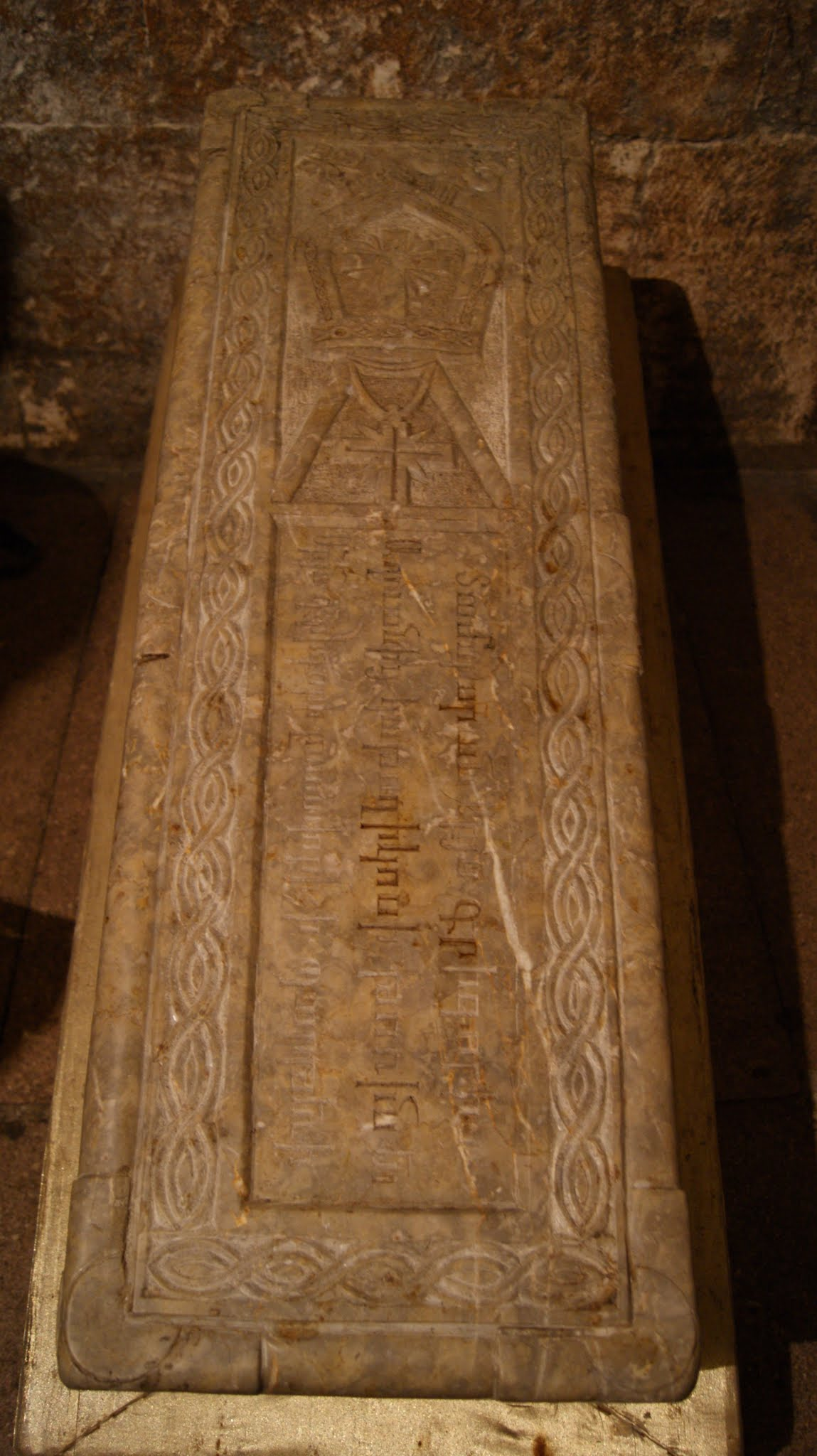
Восстановленная гробница Святого Григориса

### Комментарии
1. ↑  Со II века до н. э до 387 года граница Великой Армении и Албании проходила по реке Кура, однако после раздела Армении две восточных его провинции — Арцах (в Нагорном Карабахе) и Утик были переданы Албании. С тех пор до 703 года, ликвидации полиэтнического царства Албании, граница на этой зоне проходила по реке Акера